# ミリカ・ミュージック
株式会社ミリカ・ミュージック（英: Myrica Music, Inc.）は、大阪府大阪市に本社を置く日本の放送持株会社、MBSメディアホールディングス傘下の音楽出版社。

## 略歴
1968年7月31日、「株式会社ミリカ音楽出版」として設立。MBSラジオの人気番組『MBSヤングタウン』で生まれたヒット曲の権利ビジネスを展開するのが設立の目的であった。1989年7月10日、商号は「MBS企画」と変更され、音楽出版とテレビ・ラジオの番組制作などを行う会社になったが、2001年7月、MBS企画から音楽出版事業を独立させ「株式会社ミリカ・ミュージック」を新たに設立した。

## 社名の由来
社名の「ミリカ」は、MBSの千里丘放送センター（吹田市）の建設前、敷地内に立っていたヤマモモの木に由来したもの。ミリカ (Myrica)はヤマモモの仏語表記及び学名である。

## 主な音楽協力番組
※MBS企画時代のものも含む。

### アニメ・特撮
- 仮面ライダー
- エースをねらえ!
- じゃりン子チエ
- 機動戦士ガンダムSEED
- 機動戦士ガンダムSEED ASTRAY
- 機動戦士ガンダムSEED DESTINY
- 乙女ゲームの破滅フラグしかない悪役令嬢に転生してしまった…
- シャングリラ・フロンティア
- ぽんのみち - 製作委員会参加。
- 即死チートが最強すぎて、異世界のやつらがまるで相手にならないんですが。 - 日音と共同。
- ウィッチウォッチ

ほか。

### バラエティ番組他
- ヤングおー!おー!
- 突然ガバチョ!
- ちちんぷいぷい
- 世界ウルルン滞在記
- 世界ウルルン滞在記"ルネサンス"
- 情熱大陸ほか。

## 主な楽曲アーティスト
- 押尾コータロー
- 葉加瀬太郎
- やしきたかじん
- 中孝介
- 関岡香（毎日放送アナウンサー）